# کبوتر شاهی سرخاکستری
کبوتر شاهی سرخاکستری (نام علمی: Ducula radiata) گونه‌ای از پرندگان خانواده کبوتران و بومی سولاوسی در اندونزی است. زیستگاه طبیعی آن جنگل‌های جلگه‌ای نمناک نیمه‌گرمسیری یا گرمسیری و جنگل‌های کوهستانی نمناک نیمه‌گرمسیری یا گرمسیری است.
کبوتر شاهی سرخاکستری یک پرنده کمی نامعمول است اما پراکنش گسترده‌ای دارد و تصور می‌شود جمعیت آن پایدار است، بنابراین اتحادیه بین‌المللی حفاظت از طبیعت وضعیت حفاظتی آن را «کمترین نگرانی» ارزیابی کرده‌است.